# Damian Pałasz
Damian Pałasz – polski producent muzyczny, założyciel i dyrygent zespołu Mała Armia Janosika. W latach 2016–2018 skrzypek zespołu InoRos.

## Życiorys

### Edukacja
W latach 1999–2005 uczęszczał do Szkoły Podstawowej im. Świętej Jadwigi Królowej w Rabie Wyżnej, a między 2005 i 2008 rokiem uczył się w Gimnazjum Nr 1. im. Ojca Świętego Jana Pawła II w tej samej miejscowości. W latach 1999–2007 był uczniem Państwowej Szkoły Muzycznej I i II stopnia im. Fryderyka Chopina w Nowym Targu. W późniejszych latach uczęszczał do I Liceum Ogólnokształcącego im. Eugeniusza Romera oraz do Liceum Ogólnokształcącego im. Świętej Rodziny w Rabce-Zdroju. Następnie kształcił się w Krakowskiej Szkole Jazzu i Muzyki Rozrywkowej w klasie skrzypiec pod nadzorem Dominika Bieńczyckiego. W 2019 roku zakończył edukację, uzyskując tytuł licencjata i magistra na kierunkach: organizacja produkcji filmowej i telewizyjnej oraz dziennikarstwo i komunikacja społeczna w specjalizacji produkcja medialna.

### Kariera muzyczna

#### 2018–2022
W 2018 roku Damian Pałasz wraz z zespołem InoRos wystąpił na deskach Amfiteatru Tysiąclecia podczas 55. Krajowego Festiwalu Piosenki Polskiej w Opolu. Wtedy też grupa wykonała utwory „Czyste szaleństwo” oraz „Dawaj, Polska”, z którym członkowie wzięli później udział w konkursie „Hit na Mundial”. Zajęli drugie miejsce, tuż za zespołem Kombi.
Obecnie Pałasz jest kierownikiem muzycznym, managerem oraz dyrygentem zespołu Mała Armia Janosika, który uchodzi za największą kapelę góralską w Polsce. Grupa liczy dwustu dwudziestu pięciu artystów i składa się głównie z młodzieży i dzieci zamieszkujących południe Polski. Damian Pałasz wyprodukował teledyski Małej Armii Janosika: „Siła jest w jedności”, „Modlę się o miłość”, „Białe róże”, „Dni, których nie znamy”, „Barka”, „Nie zastąpi Ciebie nikt” i „Walczymy do końca”, a także wydał albumy muzyczne: Jan Paweł II – Przyjaciel Podhalańskiej Ziemi (2021) oraz Kolędy i Pastorałki na góralską nutę (2018). Skomponował muzykę oraz napisał tekst do utworu „Walczymy do końca”, który ma charakter motywacyjny i ma zachęcać do kibicowania reprezentacji Polski podczas wydarzeń sportowych w piłce nożnej.
W lutym 2018 został nagrodzony w plebiscycie Gazety Krakowskiej na „Osobowość Roku 2017”. W etapie powiatowym zajął pierwsze miejsce, a w etapie wojewódzkim – drugie. W marcu 2019, w konkursie organizowanym przez Dziennik Polski oraz Gazetę Krakowską, został nazwany „Osobowością Roku 2018” w kategorii kultura, zajmując pierwsze miejsce w powiecie nowotarskim oraz drugie w województwie małopolskim. Nominację w konkursie uzyskał za wkład w kulturę regionalną.
Jesienią 2018 roku Damian Pałasz i członkowie zespołu Mała Armia Janosika zostali nagrodzeni podczas czternastej edycji FilmAT Festival w Warszawie. Grupę na czele z dyrygentem wyróżniono za najlepszy film dokumentalny w kategorii historia i dziedzictwo oraz za „wartości patriotyczne” teledysku – w obu przypadkach za „Białe róże”, którego to wideoklipu Pałasz był reżyserem i producentem.
Wkrótce po premierze teledysku Małą Armię Janosika zaproszono do udziału w Koncercie dla Niepodległej, który odbył się 10 listopada 2018 na Stadionie Narodowym w Warszawie. Koncert był transmitowany przez wszystkie polskie stacje telewizyjne, a zespół wystąpił na scenie obok takich artystów, jak Maryla Rodowicz, Krzysztof Cugowski i Kamil Bednarek. Występ Małej Armii Janosika oglądało 40 tys. widzów zebranych na stadionie oraz 7 mln zgromadzonych przed telewizorami.
18 października 2020 Damian Pałasz wystąpił wraz z grupą Mała Armia Janosika podczas koncertu „Wadowice, tu wszystko się zaczęło”, organizowanego przez Telewizję Polską. Zespół wykonał utwory „Czarna Madonna” i „Barka” wspólnie Anną Jurksztowicz i Mateuszem Ziółko, a następnie zaśpiewał z duetem Golec uOrkiestra piosenkę „Do Wadowic wróć”. Koncert transmitowano na antenie TVP1.
W grudniu 2022 roku Damian Pałasz oraz członkowie Małej Armii Janosika wzięli udział w koncercie „Zajaśniała gwiozdecka nad Tatrami”, który został wyemitowany w Wigilię Bożego Narodzenia przez telewizję Polsat. Pałasz był kierownikiem muzycznym tego wydarzenia.

#### 2023–2024
Pod koniec lutego 2023 Damian Pałasz wraz z Małą Armią Janosika wystąpił podczas koncertu „Stay Together – Nie bądź obojętny”, który był zorganizowany z okazji pierwszej rocznicy wybuchu wojny w Ukrainie. Zespół pojawił się na scenie na rozpoczęcie oraz na zakończenie wydarzenia, w którym uczestniczyli także Kayah, Grzegorz Hyży i Kasia Kowalska. 2 kwietnia grupa wystąpiła podczas koncertu „Nie zastąpi Ciebie nikt”, organizowanego z okazji 18. rocznicy śmierci Ojca Świętego Jana Pawła II. Koncert transmitowany był przez TVP1 oraz Program Pierwszy Polskiego Radia. Na scenie, poza Małą Armią Janosika, pojawili się Edyta Górniak, Łukasz Zagrobelny czy Halina Mlynkova.
29 kwietnia 2023 zespół Damiana Pałasza zagrał koncert w hołdzie dla Jana Pawła II z okazji 103. rocznicy jego urodzin. Koncert był nagrywany przez Telewizję Republika. 18 maja 2023 na antenie TVP1 odbyła się premiera koncertu „O niebo lepiej”, który odbył się na rynku w Zamościu. W koncercie wziął udział zespół Damiana Pałasza. 10 maja 2023 odbyła się IV Największa Góralska Majówka w Polsce z okazji 103. rocznicy urodzin Jana Pawła II. Wydarzenie wyjątkowo pierwszy raz odbyło się w Amfiteatrze w Rabce-Zdroju. W koncercie wzięło udział ponad dwa tysiące osób. Producentem i reżyserem wydarzenia był Damian Pałasz. 2 lipca 2023 Mała Armia Janosika wystąpiła podczas Ceremonii Zakończenia Letnich Igrzysk Europejskich Kraków–Małopolska 2023. Kapela zagrała piosenkę „Tak smakuje życie” z repertuaru zespołu Enej oraz utwór „Janosik” w towarzystwie Orkiestry Symfonicznej. W wydarzeniu wzięli udział również Doda, Viki Gabor czy Justyna Steczkowska.
4 sierpnia 2023 zespół pod kierownictwem Damiana Pałasza zagrał koncert z okazji 15. Dziękczynienia w Rodzinie, który transmitowano na żywo w Telewizji Trwam. 5 sierpnia muzyk wraz z Małą Armią Janosika wziął udział w koncercie pt. „Pośród wielu dróg”, który był emitowany na antenie TVP1. W koncercie wraz z kapelą wystąpili Halina Mlynkova, TGD, Trebunie-Tutki. W połowie sierpnia 2023 grupa pod kierownictwem Damiana Pałasza pojawiła się w Żegocinie z okazji 730. urodzin miejscowości. W koncercie Małej Armii Janosika udział wzięło pięć tysięcy widzów. W kolejnym miesiącu zespół Pałasza był uczestnikiem koncertu pt. „Nie ma większej miłości”, który został zorganizowany z okazji beatyfikacji Rodziny Ulmów. Koncert emitowano w Telewizji Polskiej; wystąpili w nim także Justyna Steczkowska, Marek Piekarczyk, Pectus oraz Gospel Rain.
13 października 2023 z okazji 45. rocznicy wyboru Jana Pawła II na Stolicę Piotrową zespół Mała Armia Janosika na czele z Damianem Pałaszem zagrał koncert w Miejskim Centrum Kultury w Nowym Targu. W pierwszej połowie listopada 2023 roku Damian Pałasz wyprodukował najnowszą płytę Małej Armii Janosika pt. Zaświeciła Gwiozdecka nad Górami. Na krążku znajdują się góralskie pastorałki oraz tradycyjne kolędy okraszone poezją rabiańskiej poetki Danuty-Truty Pałasz. 11 listopada 2023 z okazji Święta Odzyskania Niepodległości zespół pod wodzą Damiana Pałasza zagrał koncert w Świątyni Opatrzności Bożej w Warszawie. 
12 grudnia 2023 podczas uroczystej gali rozdania nagród Kryształy Soli w Filharmonii Krakowskiej Stowarzyszenie Mała Armia Janosika, któremu przewodzi Damian Pałasz, otrzymało dwa prestiżowe wyróżnienia od Urzędu Marszałkowskiego Województwa Małopolska. Pierwsze to nagroda dla najlepszej organizacji pozarządowej województwa małopolskiego – „Lider Pozarządowej Małopolski” (w uznaniu zasług dla rozwoju artystycznego młodego pokolenia oraz kształtowanie w młodych ludziach postawy obywatelskiej, społecznej i patriotycznej). Druga nagroda przyznana została przez marszałka województwa małopolskiego w kategorii kultura i tożsamość regionalna (za rozwój edukacyjny młodego pokolenia w duchu szacunku dla dziedzictwa kulturowego regionu Podhala oraz wartości narodowych, a także za promocję Małopolski podczas krajowych i międzynarodowych wydarzeń).
17 grudnia 2023 w Rudzie Śląskiej-Kochłowicach zespół Mała Armia Janosika zagrał pod smyczkiem Damiana Pałasza wielki koncert kolędowy na inaugurację sezonu kolędowego 2023/2024. 24 grudnia 2023 w Skawie odbyła się IX Góralska Pasterka z Małą Armią Janosika, którą zorganizował Damian Pałasz. 24 grudnia 2023 na antenie telewizji Polsat odbyła się emisja koncertu „Wielkie Kolędowanie z Polsatem na Podhalu”, w którym udział wziął zespół Mała Armia Janosika pod kierownictwem Damiana Pałasza. Występ był retransmitowany w Święta Bożego Narodzenia na antenach Polsat 2 oraz Super Polsat. 6 stycznia 2024 zespół Damiana Pałasza zagrał wielki koncert kolędowy w Bazylice Konkatedralnej w Stalowej Woli. Koncert był emitowany na antenie Telewizji Trwam. W styczniu 2024 grupa przemierzyła Polskę, dając koncerty kolędowe w ramach zimowej trasy koncertowej w miejscowościach: Opoczno, Wieluń, Grybów, Jaworzno, Rajsko, Dąbrowa Tarnowska
27 kwietnia 2024 roku zespół w ramach inauguracji sezonu letniego zagrał koncert pod kierownictwem Damiana Pałasza w Rykach. 3 maja 2024 r. miała miejsce premiera telewizyjna Największej Góralskiej Majówki w Rabce-Zdroju, której reżyserem, producentem oraz kierownikiem muzycznym był Pałasz. 7 maja 2024 zespół Mała Armia Janosika wyruszył do Włoch, realizując najdalszą trasę koncertową w swojej karierze. Grupa w ramach trasy koncertowej wystąpiła 8 maja podczas generalnej audiencji w Watykanie, grając pod kierownictwem Damiana Pałasza dla Papieża Franciszka. 10 maja zespół wziął udział w Mszy Świętej przy grobie Świętego Jana Pawła II. 11 maja Mała Armia Janosika zagrała pod kierownictwem Pałasza wielki koncert dziękczynny w Sanktuarium Divino Amore podczas II Dni Polonii Rzymskiej. 12 maja kapela wystąpiła na Monte Cassino, oddając hołd poległym Polakom. Damian Pałasz był kierownikiem artystycznym oraz muzycznym występów podczas trasy koncertowej do Włoch.
Podczas wydarzenia w Sanktuarium Divino Amore Damian Pałasz otrzymał Srebrny Medal Ojca Świętego Jana Pawła II za zasługi dla Archidiecezji Krakowskiej. Medal w imieniu Metropolity Krakowskiego abp. Marka Jędraszewskiego wręczył podczas koncertu Małej Armii Janosika, Rektor kościoła Św. Stanisława Biskupa Męczennika w Rzymie, ks. Paweł Ptasznik. Medal wręczono „za krzewienie pamięci o Świętym Janie Pawle II Wielkim oraz propagowanie wartości religijnych, patriotycznych i rodzinnych w ramach prowadzonej działalności artystycznej”.
1 sierpnia 2024 zespół Damiana Pałasza po raz pierwszy zawitał z trasą koncertową na Podlasiu, występując w miejscowości Wysokie Mazowieckie. W ciągu tego samego miesiąca grupa zagrała także w Klwowie i Żurawinie, biorąc udział w festiwalach, które przyciągnęły tysiące uczestników. 8 września Mała Armia Janosika wystąpiła podczas Jesieni Grybowskiej – corocznego wydarzenia kulturalnego. Na koncercie zgromadziło się dziesięć tysięcy fanów. Dużym zainteresowaniem cieszył się również koncert charytatywny formacji pod papieskim oknem w Krakowie. 5 października 2024 Mała Armia Janosika wystąpiła na wydarzeniu wspierającym ofiary powodzi w Paczkowie; koncert był transmitowany przez Telewizję Trwam, a zebrane środki przeznaczono na pomoc potrzebującym. Ta sama stacja wyemitowała 11 listopada patriotyczny koncert „Z polskich gór ku wolności”, który odbył się w warszawskiej Świątyni Opatrzności Bożej, również z udziałem kapeli.
W grudniu Mała Armia Janosika na czele Damianem Pałaszem wzięła udział w obchodach Święta Radia Maryja i dała występ w Arenie Toruń, gdzie zebrało się ponad 9 tys. osób. W okresie bożonarodzeniowym zespół wystąpił z koncertem kolęd w bazylice w Trzebini. Wydarzenie było emitowane przez TVP3 i zostało wyreżyserowane przez Łukasza Lecha. 24 grudnia 2024 r. Mała Armia Janosika wzięła udział w X Góralskiej Pasterce w Rabce-Zdroju – wydarzenie zyskało międzynarodową uwagę. Relacja z koncertu osiągnęła milionowe zasięgi w internecie, m.in. w USA, Wielkiej Brytanii, Kanadzie i Australii. Zespół zyskał rozgłos poza granicami Polski, a jego działalność została dostrzeżona przez media na całym świecie. Występ kapeli pochwalił m.in. Mateusz Morawiecki. 28 grudnia odbył się koncert zespołu w Męcinie. Wydarzenie spotkało się z ogromnym zainteresowaniem i przyciągnęło tłumy.

#### 2025
W styczniu 2025 roku Mała Armia Janosika pod kierownictwem Damiana Pałasza wyruszyła w swoją pierwszą trasę koncertową na terenie województwa zachodniopomorskiego; objęła ona m.in. Szczecin, Chojnę oraz Myślibórz. Tournée spotkało się z pozytywnym odbiorem – w sumie koncerty przyciągnęły ponad 20 tysięcy widzów. Podczas trasy powstały materiały reporterskie przygotowane dla TVP, Dzień dobry TVN i Telewizji Republika.
W lutym zespół Damiana Pałasza uzyskał certyfikat złotej płyty za wyniki sprzedaży albumu Jan Paweł II – Przyjaciel Podhalańskiej Ziemi. Następnie lider Małej Armii Janosika został uhonorowany nagrodą „Kochać i chronić” – przyznaną przez tygodnik Do Rzeczy za „wybitne osiągnięcia w popularyzowaniu kultury muzycznej oraz kształtowanie kolejnych pokoleń”. W kwietniu wyemitowano specjalne wydanie teleturnieju Jaka to melodia?, w którym Damian Pałasz dotarł do finału i odniósł zwycięstwo, wspierając tym samym zbiórkę środków na cele charytatywne. Pod koniec maja 2025 w Gietrzwałdzie odbyła się szósta edycja Największej Góralskiej Majówki z udziałem Małej Armii Janosika, która zgromadziła ponad dziesięć tysięcy uczestników.

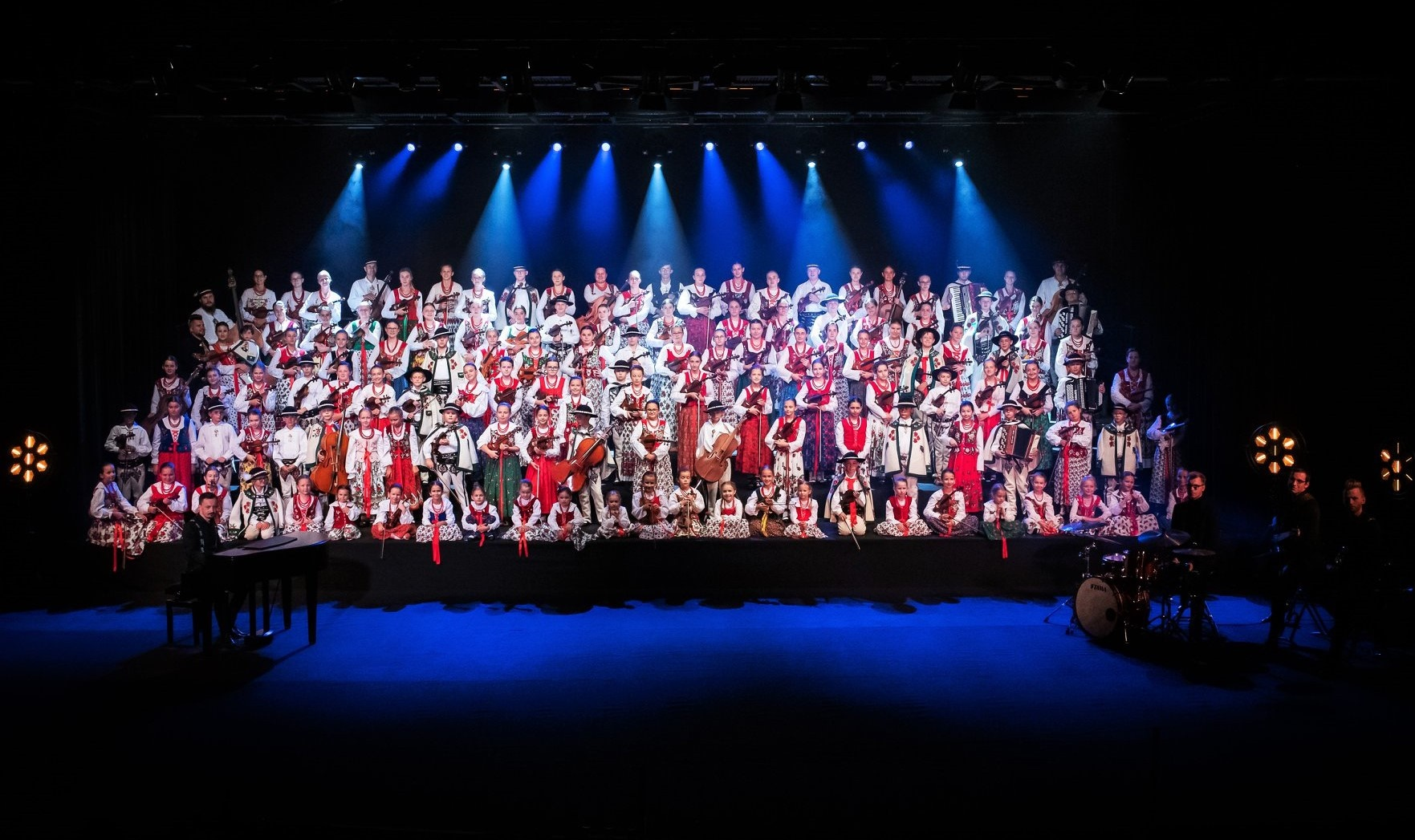
Mała Armia Janosika, listopad 2020 roku.

## Produkcje telewizyjne
Damian Pałasz był kierownikiem muzycznym zespołu Mała Armia Janosika podczas produkcji telewizyjnych:
- Koncert dla Niepodległej (2018, TVP1, TVP2, TVP Polonia, Polsat, TVN)[69];
- Góralska Pasterka w Rabie Wyżnej (2019 TVP Info, TVP3);
- „Wadowice, tu wszystko się zaczęło” (2020, TVP1);
- Kolędowanie z Małą Armią Janosika (2022, TV Trwam);
- „Zajaśniała gwiozdecka nad Tatrami” (2022, Polsat);
- Orszak Trzech Króli w Łodzi (2023, TVP3);
- „Stay Together – Nie bądź obojętny” (2023, Polsat);
- Solidarni z Białorusią (2021, TVP Polonia)[70];
- „Stay Together – Nie bądź obojętny” (2023, Polsat)[71];
- „Nie zastąpi Ciebie nikt” (2023, TVP1)[72];
- „103. Rocznica Urodzin Ojca Świętego Jana Pawła II” (2023, TV Republika);
- „O niebo lepiej” (2023, TVP1, TVP Polonia);
- Ceremonia Zamknięcia Letnich Igrzysk Europejskich Kraków–Małopolska 2023 (2023, TVP1)[25];
- 15. Dziękczynienie w Rodzinie (2023, TV Trwam);
- „Pośród wielu dróg” (2023, TVP1);
- „Nie ma większej miłości” (2023, TVP);
- „Wielkie kolędowanie z Polsatem na Podhalu” (2023, Polsat, Super Polsat, Polsat 2);
- „Koncert kolęd i pastorałek w Stalowej Woli” (2024, TV Trwam);
- „Największa Góralska Majówka z Małą Armią Janosika w Rabce-Zdrój” (2024, TV Trwam)[73]
- Earth Festival – Uniejów 2024 (2024, Polsat)[74];
- „Serce dla Powodzian” (2024; TV Trwam)[52];
- „Z polskich gór ku wolności” (2024; TV Trwam)[53]

## Nagrody i wyróżnienia
- 2018: „Hit na Mundial” – II miejsce podczas 55. Krajowego Festiwalu Piosenki Polskiej w Opolu
- 2018: „Osobowość Roku 2017” w plebiscycie Gazety Krakowskiej[8]
- 2018: Nagroda dla Małej Armii Janosika – najpopularniejszego zespołu dziecięco-młodzieżowego Podhala, Orawy, Spisza i Pienin 2017 roku[75]
- 2019: „Osobowość Roku 2018” w plebiscycie Dziennika Polskiego i Gazety Krakowskiej[10]
- 2019: Nagroda dla teledysku „Białe róże” (którego producentem i reżyserem był Damian Pałasz) podczas XIV FilmAT Festival w Warszawie za:
  - najlepszy film dokumentalny w kategorii historia i dziedzictwo;
  - wartości patriotyczne (wyróżnieni: Damian Pałasz wraz z zespołem Mała Armia Janosika)[12][13]
- 2023: Kryształy Soli:
  - Nagroda dla najlepszej organizacji pozarządowej województwa małopolskiego – „Lider Pozarządowej Małopolski”[35]
  - Nagroda marszałka województwa małopolskiego w kategorii kultura i tożsamość regionalna[35]
- 2024: Srebrny Medal Ojca Świętego Jana Pawła II za zasługi dla Archidiecezji Krakowskiej dla Damiana Pałasza (za krzewienie pamięci o Świętym Janie Pawle II Wielkim oraz propagowanie wartości religijnych, patriotycznych i rodzinnych w ramach prowadzonej działalności artystycznej)[45]
- 2025: Złota płyta – certyfikat za wyniki sprzedaży albumu Jan Paweł II – Przyjaciel Podhalańskiej Ziemi[64]
- 2025: Nagroda „Kochać i chronić” tygodnika Do Rzeczy[65]

## Dyskografia
Albumy
- 2021: Jan Paweł II – Przyjaciel Podhalańskiej Ziemi (ZPAV: złota płyta)[4][64]

Albumy świąteczne
- 2018: Kolędy i Pastorałki na góralską nutę[5]
- 2023: Zaświeciła Gwiozdecka nad Górami[33]

Single, teledyski
- 2016: „Siła jest w jedności”
- 2017: „Modlę się o miłość”
- 2017: „Karpia łuski dwie”
- 2018: „Dawaj, Polska”
- 2018: „Białe róże”
- 2020: „Dni, których nie znamy”
- 2020: „Barka”
- 2020: „Nie zastąpi Ciebie nikt”
- 2022: „Walczymy do końca”